# Conclave de 1565–1566
O Conclave de 1565-66 foi a reunião de eleição papal realizada após a morte do Papa Pio IV. Durou de 20 de dezembro de 1565 a 7 de janeiro de 1566.

## Divisão dos cardeais

Brasão papal de Sua Santidade o papa Pio V

O Conclave de 1565-1566 foi o primeiro em várias décadas que não foi sujeito a uma pressão significativa dos monarcas seculares. Os cardeais franceses, com exceção de um, não vieram a Roma, pois uma guerra religiosa travada neste país significava que o tribunal de Paris não teria nem o tempo nem a habilidade de influenciar a eleição do Papa. Os governantes que mantinham alguma influência no colégio dos cardeais, o grão-duque da Toscana, Cosme I de Médici e o rei Felipe II de Espanha. O primeiro tinha como favorito o cardeal Ricci, enquanto o rei de Espanha, desta vez se absteve de interferir na escolha papal. Disse apenas que deveria ser escolhido um homem digno do cargo. O que apenas vincula as instruções dos Cardeais para a sua candidatura era a de excluir o cardeal d'Este e os cardeais franceses.
Nesta situação, apenas o partido mais forte, mas não forte o suficiente para avançar com a sua vontade por si só foi o partido dos cardeais criados pelo Papa Pio IV, centrada em torno de seus sobrinhos Carlos Borromeu e Mark Sittich von Hohenems. Além disso, um grupo de cardeais foi aliado com o duque da Toscana (entre eles seu filho, Ferdinando de' Medici, Niccolini, Sforza) e o grupo dos criados por Paulo IV, liderados pelo camerlengo Vitelli, com seus apoiadores também envolvidos na sua própria eleição, com as campanhas dos cardeais Alessandro Farnese e Ippolito d'Este.

## Conclave
Cinquenta e dois cardeais entraram no conclave, em 20 de dezembro. Pela primeira vez em muito tempo, havia setenta cardeais formando o Colégio Cardinalício. Tal fato só se repetiria no Conclave de 1669-1670 e depois, no Conclave de 1963. Com a morte de um cardeal durante o conclave, além da saída de mais dois durante a votação, ao final, quarenta e nove cardeais elegeram o novo Papa, o cardeal Antonio Michele Ghislieri, que tomaria o nome de Papa Pio V.

## Cardeais votantes
| Consistóro                | 1565-66 |
| ------------------------- | ------- |
| Julho 1517                | 1       |
| Consistórios de Leão X    | 1       |
| Dezembro 1534             | 1       |
| Dezembro 1536             | 1       |
| Dezembro 1538             | 1       |
| Dezembro 1539             | 1       |
| Junho 1542                | 2       |
| Dezembro 1544             | 4       |
| Dezembro 1545             | 1       |
| Julho 1547                | 2       |
| Janeiro 1548              | 1       |
| Consistórios de Paulo III | 14      |
| Maio 1550                 | 1       |
| Dezembro 1551             | 5       |
| Dezembro 1553             | 2       |
| Consistórios de Júlio III | 8       |
| Dezembro 1555             | 4       |
| Março 1557                | 4       |
| Consistórios de Paulo IV  | 8       |
| Janeiro 1560              | 2       |
| Fevereiro 1561            | 16      |
| Dezembro 1563             | 1       |
| Março 1565                | 20      |
| Consistórios de Pio IV    | 39      |
| Total                     | 70      |

| Criado por            | Cardeais | Por Cento |
| --------------------- | -------- | --------- |
| Papa Leão X (LX)      | 01       | 1,43 %    |
| Papa Paulo III (PIII) | 014      | 20 %      |
| Papa Júlio III (JIII) | 08       | 11,43 %   |
| Papa Paulo IV (PaIV)  | 08       | 11,43 %   |
| Papa Pio IV (PiIV)    | 039      | 55,71 %   |
| Total                 | 70       | 100 %     |

### Cardeais Bispos
| Nº | Nome                     | Consistório   | Papa |
| -- | ------------------------ | ------------- | ---- |
| 1  | Francesco Pisani         | Julho 1517    | LX   |
| 2  | Giovanni Girolamo Morone | Junho 1542    | PIII |
| 3  | Cristoforo Madruzzo      | Junho 1542    | PIII |
| 4  | Alessandro Farnese       | Dezembro 1534 | PIII |
| 5  | Tiberio Crispo           | Dezembro 1544 | PIII |

### Cardeais Presbíteros
| Nº | Nome                                       | Consistório    | Papa |
| -- | ------------------------------------------ | -------------- | ---- |
| 6  | Giacomo Savelli                            | Dezembro 1539  | PIII |
| 7  | Fulvio Giulio della Corgna, O.S.Io.Hieros. | Novembro 1551  | JIII |
| 8  | Giovanni Michele Saraceni                  | Novembro 1551  | JIII |
| 9  | Giovanni Ricci de Montepulciano            | Novembro 1551  | JIII |
| 10 | Giovanni Battista Cicala                   | Novembro 1551  | JIII |
| 11 | Luigi Cornaro                              | Novembro 1551  | JIII |
| 12 | Scipione Rebiba                            | Dezembro 1555  | PaIV |
| 13 | Jean Suau                                  | Dezembro 1555  | PaIV |
| 14 | Gianantonio Capizucchi                     | Dezembro 1555  | PaIV |
| 15 | Antonio Michele Ghislieri, O.P.            | Março 1557     | PaIV |
| 16 | Clemente d'Olera, O.F.M.Obs.               | Março 1557     | PaIV |
| 17 | Giovanni Antonio Serbelloni                | Janeiro 1560   | PiIV |
| 18 | Carlos Borromeu                            | Janeiro 1560   | PiIV |
| 19 | Ludovico Simonetta                         | Fevereiro 1561 | PiIV |
| 20 | Mark Sittich von Hohenems                  | Fevereiro 1561 | PiIV |
| 21 | Francesco Gonzaga                          | Fevereiro 1561 | PiIV |
| 22 | Alfonso Gesualdo                           | Fevereiro 1561 | PiIV |
| 23 | Gianfrancesco Gambara                      | Fevereiro 1561 | PiIV |
| 24 | Bernardo Salviati, O.S.Io.Hieros.          | Fevereiro 1561 | PiIV |
| 25 | Pietro Francesco Ferrero                   | Fevereiro 1561 | PiIV |
| 26 | Innico d'Avalos d'Aragona, O.S.Iacobis.    | Fevereiro 1561 | PiIV |
| 27 | Girolamo di Corregio                       | Fevereiro 1561 | PiIV |
| 28 | Marco Antônio Colonna                      | Março 1565     | PiIV |
| 29 | Tolomeo Gallio                             | Março 1565     | PiIV |
| 30 | Angelo Nicolini                            | Março 1565     | PiIV |
| 31 | Luigi Pisani                               | Março 1565     | PiIV |
| 32 | Zaccaria Delfino                           | Março 1565     | PiIV |
| 33 | Marco Antonio Bobba                        | Março 1565     | PiIV |
| 34 | Alessandro Sforza                          | Março 1565     | PiIV |
| 35 | Flavio Fulvio Orsini                       | Março 1565     | PiIV |
| 36 | Francesco Alciati                          | Março 1565     | PiIV |
| 37 | Guglielmo Sirleto                          | Março 1565     | PiIV |
| 38 | Francesco Crasso                           | Março 1565     | PiIV |

### Cardeais Diáconos
| Nº | Nome                          | Consistório    | Papa |
| -- | ----------------------------- | -------------- | ---- |
| 39 | Niccolò Caetani               | Dezembro 1536  | PIII |
| 40 | Ippolito d'Este               | Dezembro 1538  | PIII |
| 41 | Giulio della Rovere           | Julho 1547     | PIII |
| 42 | Innocenzo Ciocchi del Monte   | Maio 1550      | JIII |
| 43 | Girolamo Simoncelli           | Março 1553     | JIII |
| 44 | Vitellozzo Vitelli            | Março 1557     | PaIV |
| 45 | Luigi d'Este                  | Fevereiro 1561 | PiIV |
| 46 | Ludovico Madruzzo             | Fevereiro 1561 | PiIV |
| 47 | Francisco Pacheco de Toledo   | Fevereiro 1561 | PiIV |
| 48 | Ferdinando de' Medici         | Dezembro 1563  | PiIV |
| 49 | Francesco Abundio Castiglioni | Março 1565     | PiIV |
| 50 | Guido Luca Ferraro            | Março 1565     | PiIV |
| 51 | Benedetto Lomellini           | Março 1565     | PiIV |
| 52 | Gabriele Paleotti             | Março 1565     | PiIV |

### Cardeais ausentes

#### Cardeais Presbíteros
| Nº | Nome                               | Consistório    | Papa |
| -- | ---------------------------------- | -------------- | ---- |
| 53 | Francisco Mendoza de Bobadilla     | Dezembro 1544  | PIII |
| 54 | Georges d'Armagnac                 | Dezembro 1544  | PIII |
| 55 | Otto Truchsess von Waldburg        | Dezembro 1544  | PIII |
| 56 | Henrique de Portugal               | Dezembro 1545  | PIII |
| 57 | Charles de Lorraine-Guise          | Julho 1547     | PIII |
| 58 | Luís I de Guise                    | Dezembro 1553  | JIII |
| 59 | Gianbernardino Scotti, C.R.        | Dezembro 1555  | PaIV |
| 60 | Lorenzo Strozzi                    | Março 1557     | PaIV |
| 61 | Philibert Babou de la Bourdaisière | Fevereiro 1561 | PiIV |
| 62 | Marco Antonio Amulio               | Fevereiro 1561 | PiIV |
| 63 | Stanisław Hozjusz                  | Fevereiro 1561 | PiIV |
| 64 | Antoine Perrenot de Granvelle      | Fevereiro 1561 | PiIV |
| 65 | Prospero Pubblicola Santacroce     | Março 1565     | PiIV |
| 66 | Ugo Boncompagni                    | Março 1565     | PiIV |

#### Cardeal Diácono
| Nº | Nome                          | Consistório  | Papa |
| -- | ----------------------------- | ------------ | ---- |
| 67 | Charles I de Bourbon-Vandôme  | Janeiro 1548 | PIII |
| 68 | Alessandro Crivelli           | Março 1565   | PiIV |
| 69 | Antoine de Créquy Canaples    | Março 1565   | PiIV |
| 70 | Giovanni Francesco Commendone | Março 1565   | PiIV |